# Igelsbach (Brombach)
Der Igelsbach ist ein linker Zufluss des Igelsbachsees bei Absberg im mittelfränkischen Landkreis Weißenburg-Gunzenhausen. Vor der Anlegung des Brombachsees mündete der Bach unweit der Langweidmühle nördlich von Ramsberg in den Brombach, einem Zufluss der Schwäbischen Rezat.

## Name
Der Bach wird 1326 als Nicolspach urkundlich erwähnt. Der Name leitet sich vom Personennamen Nikol (dialektal Niggel) ab.

## Geographie

### Verlauf
Der Igelsbach entspringt inmitten des Spalter Hügellandes am Nordwesthang des Reitersbühl unweit des Reckenbergs zwischen Gräfensteinberg und Kalbensteinberg. Er fließt südlich an der Viereckschanze vorbei, passiert danach die gleichnamige Ortschaft und mündet schließlich im Naturschutzgebiet Stauwurzel des Igelsbachsees nördlich von Absberg in den nach ihm benannten See.

### Zuflüsse
Die Zuflüsse werden bachabwärts mit orographischer Richtungsangabe aufgeführt:
- Schlossgraben[4] (links)
- Schafweihergraben (rechts)
- Klingenbach (links)
- Hopfstattgraben (Lachwiesenbach) (rechts)
- Eilenbach (rechts)

Vor der Errichtung des Großen Brombachsees mündeten auch der Wallfahrtsgraben und der Brünnelbach (beide rechts) in den Igelsbach.